# Duomo di Montalcino
La concattedrale del Santissimo Salvatore è il principale luogo di culto cattolico di Montalcino; dal 1986 è concattedrale dell'arcidiocesi di Siena-Colle di Val d'Elsa-Montalcino. È monumento nazionale italiano.

## Storia
Il primo luogo di culto di Montalcino, intitolato al Santissimo Salvatore, fu l'omonima pieve romanica, risalente all'XI secolo; essa fu elevata a cattedrale della diocesi di Montalcino quando quest'ultima venne fondata il 13 agosto 1462 per volere di papa Pio II.
L'antica chiesa venne demolita a partire dal 1817 e integralmente ricostruita in stile neoclassico, su disegno dell'architetto senese Agostino Fantastici. La nuova cattedrale, nelle forme attuali, fu aperta al culto dal vescovo ilcinese Giovanni Bindi Sergardi. Fu consacrata il 24 aprile 1864.
La chiesa venne restaurata per volere del vescovo Alfredo del Tomba nel 1934; nel 1986, con la soppressione della diocesi di Montalcino, è divenuta concattedrale dell'arcidiocesi di Siena-Colle di Val d'Elsa-Montalcino.

## Descrizione

### Esterno
La concattedrale del Santissimo Salvatore si trova nel nucleo più antico dell'abitato di Montalcino, prospiciente l'omonima piazza.

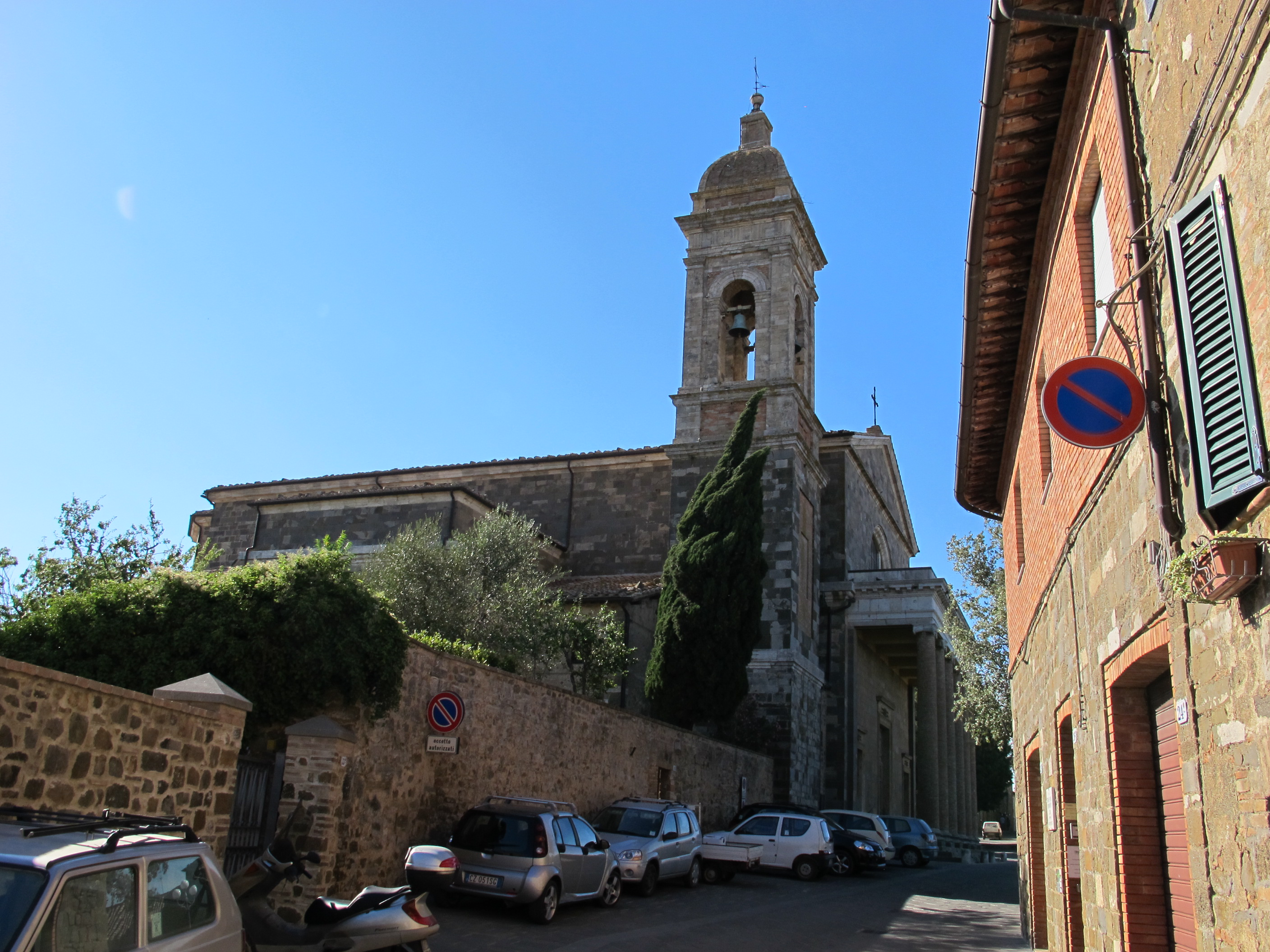
Veduta esterna

L'esterno è caratterizzato dalla facciata, preceduta da un alto pronao, privo di timpano; al centro dell'alto cornicione marmoreo, sorretto da sei colonne ioniche in mattoni con capitelli in marmo, è riportata la seguente iscrizione in lingua latina:
(Atti degli Apostoli 4, 12)
Al di sotto del portico, si aprono i tre portali di accesso alla chiesa, dei quali il centrale è più ampio rispetto a quelli laterali; inoltre, nella parte alta del prospetto, che termina con un semplice timpano triangolare, vi è una finestra a lunetta chiusa da una vetrata policroma raffigurante Cristo benedicente (fine del XIX secolo).
Alla sinistra della facciata, leggermente discostato dall'edificio, si eleva la torre campanaria, preesistente rispetto all'edificio attuale e risalente al XVIII secolo, quando venne costruito di fianco all'antica cattedrale romanica.

### Interno

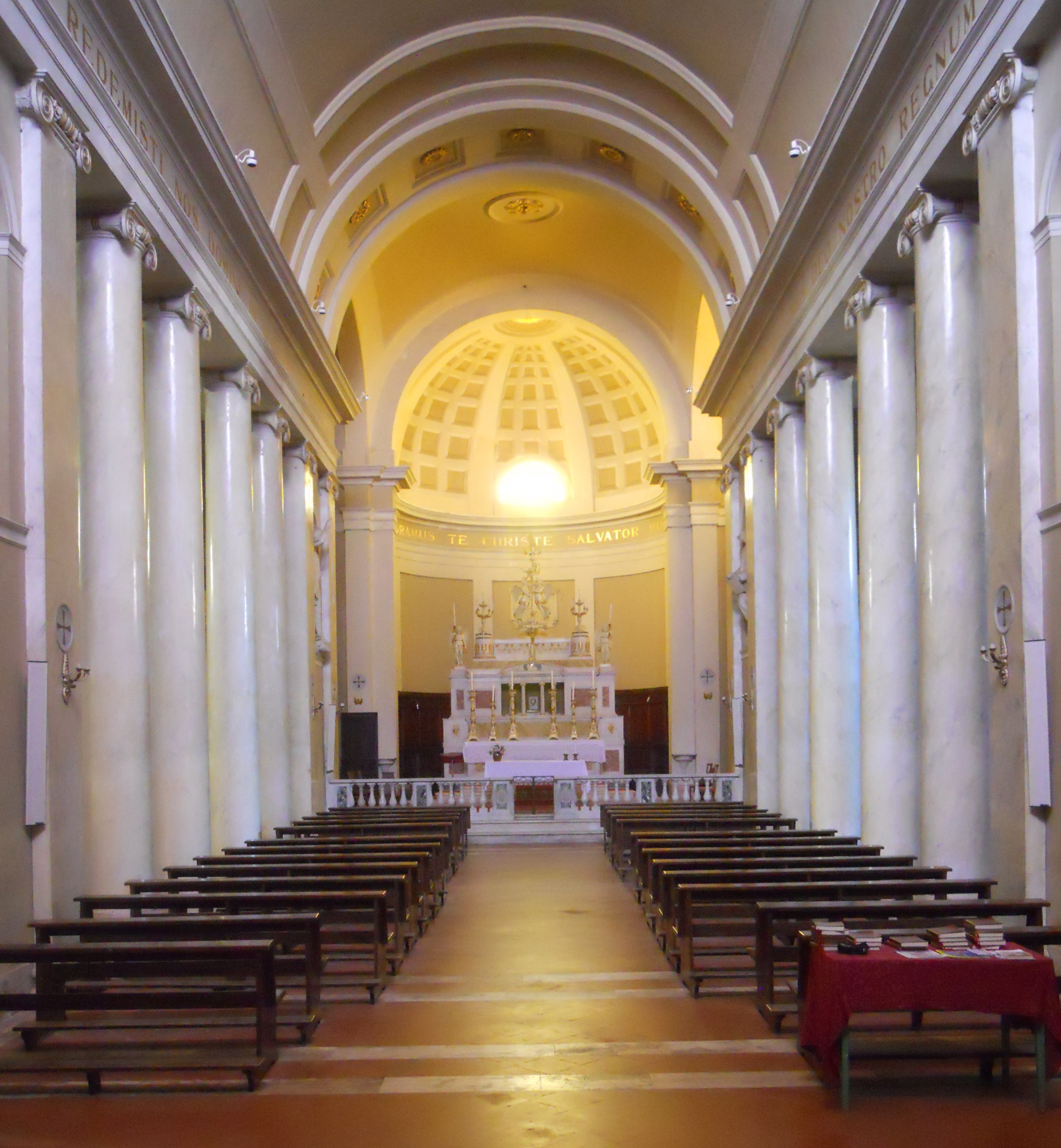
Interno

L'interno della concattedrale è integralmente in stile neoclassico; esso è caratterizzato dalla presenza di un doppio transetto: il primo, quello orientale, è posto a ridosso della parete di controfacciata, e su di esso si aprono i tre portali; il secondo, invece, si trova nella sua posizione consueta, tra l'abside e l'aula. 
Ciascuna delle due pareti terminali del transetto orientale ospita un altare: quello di destra è dedicato all'Immacolata Concezione ed ospita la pala di Francesco Vanni raffigurante l'Immacolata Concezione con Gesù e Dio Padre (firmata e datata 1588), impregnata di baroccismo nelle figure, specie in quella del Bambino, ma non nel paesaggio fiammingheggiante; quello di sinistra è sormontato anch'esso da dipinto del Vanni, San Giovanni Battista nel deserto, risalente agli anni ottanta del XVI secolo.
L'aula è divisa in tre navate da due alti colonnati ionici con quattro colonne ciascuno: la navata centrale è coperta con volta a botte in parte cassettonata, mentre quelle laterali hanno soffitto piano; inoltre, nella parte terminale della navata maggiore, entro due nicchie, vi sono le statue in gesso di San Michele arcangelo (parete di sinistra) e di San Giovanni evangelista (a destra), realizzate da Antonio Rossi nel 1842.
A metà di ogni navata laterale, si apre una cappella a pianta poligonale, con altare in stucco al centro della cui ancona vi è la statua del santo dedicatario; la cappella di sinistra è dedicata a san Giuseppe, mentre quella di destra alla Madonna. All'inizio della navatella di sinistra, un arco immette nel battistero, all'interno del quale vi sono al centro il grande fonte battesimale in travertino, realizzato nel 1933 da Egesto Bellini, e sulla parete di sinistra alcuni frammenti dell'antica lunetta del portale centrale romanico, raffiguranti Cristo nella mandorla fra due angeli con turibolo (XI secolo).
Sull'altare della cappella del Suffragio, alla quale si accede dalla sacrestia, si trova il dipinto, derivato dal Beccafumi, con San Michele Arcangelo che scaccia gli angeli ribelli dal Paradiso, di scuola senese dell'ultimo quarto del secolo XVI. Nella sagrestia nella parete di fondo si trova attualmente il dipinto di Francesco Nasini raffigurante la Madonna Assunta tra angeli con i Santi Ippolito vescovo e Cipriano martire (1647), commissionato da Ippolito Senesi per l'altare dei Santi Antonio e Ippolito, successivamente demolito.

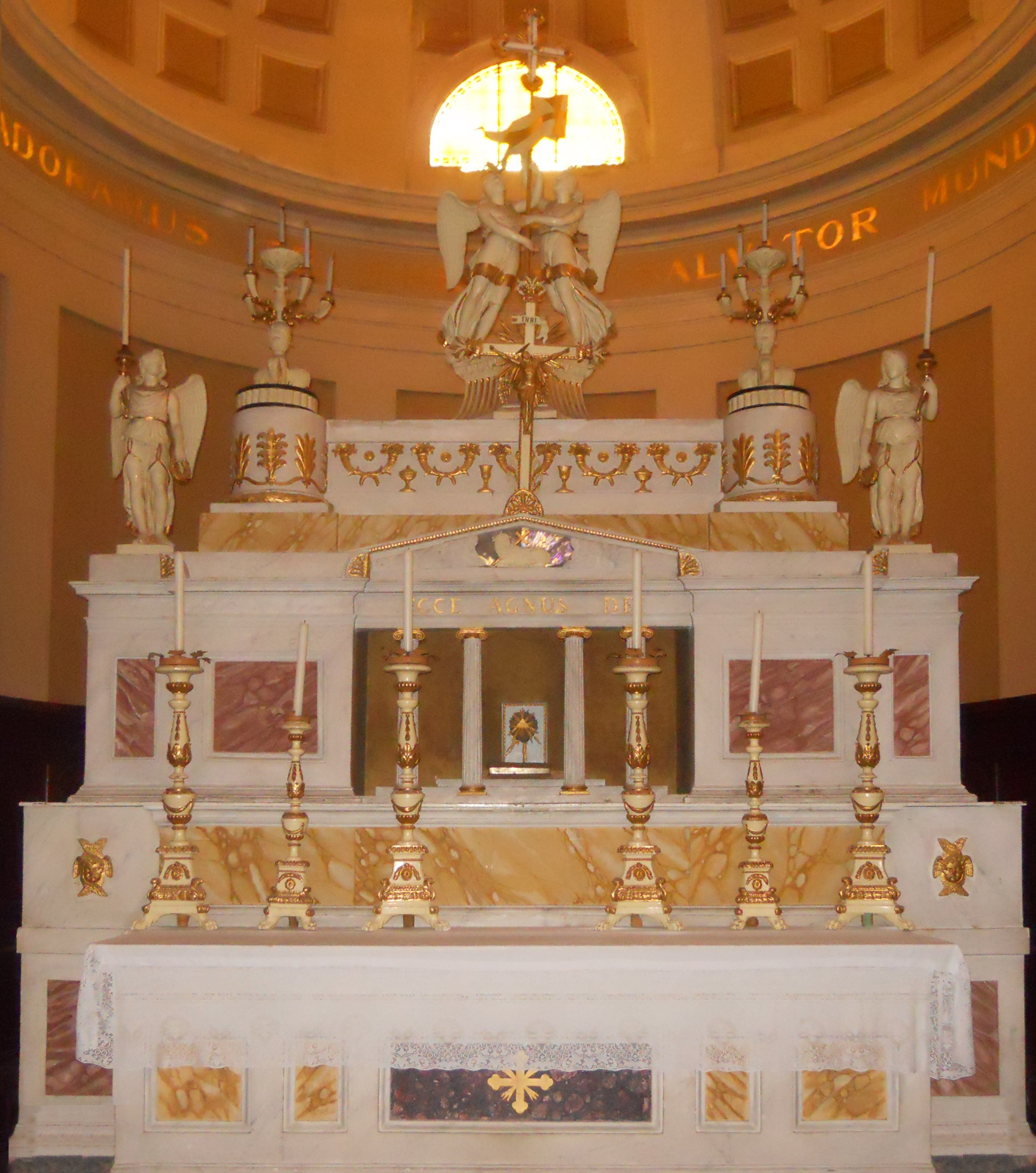
Altare maggiore

Il presbiterio, chiuso sulla parte anteriore da una balaustra marmorea, si articola sotto la crociera del transetto occidentale; al centro vi è il monumentale altare maggiore, realizzato tra il 1828 e il 1832 su disegno di Agostino Fantastici il quale, in corso d'opera, semplificò il manufatto. Al centro della composizione, al di sopra della mensa, vi è il tabernacolo, inserito al centro della facciata di un ideale tempio ionico con timpano triangolare sorretto da quattro colonne e decorato con un bassorilievo raffigurante l'Agnello di Dio. Più in alto, vi sono quattro elementi decorativi, disposti a coppia alle estremità dell'altare: in basso due angeli reggicandelabro, in alto due candelabri a più luci. Al centro, vi sono due angeli che sorreggono la croce di Cristo Risorto. Alla sinistra dell'altare, trova luogo la cattedra lignea del vescovo, realizzata tra il XVI e il XVII secolo. Nell'abside semicircolare, che si apre alle spalle dell'altare maggiore ed è illuminata da una finestra a lunetta, vi è sono gli stalli lignei ottocenteschi del coro, riservati ai canonici.

### Organo a canne
Sulla cantoria nel braccio sinistro del transetto occidentale, si trova l'organo a canne Nicomede Agati opus 453, costruito nel 1858.
Lo strumento è a trasmissione integralmente meccanica sospesa ed è situato entro una nicchia con cassa in muratura al centro della quale vi è la mostra, composta da 35 canne di principale disposte in cuspide unica con ali laterali, con bocche a mitria ad andamento contrario rispetto a quello della sommità delle canne.
La consolle è a finestra e dispone di un'unica tastiera di 56 note con prima ottava cromatica estesa non originale (divisione bassi/soprani a Fa3/Fa#3), e pedaliera dritta non originale di 18 note, costantemente unita al manuale. I registri sono azionati da manette a scorrimento laterale poste su due file alla destra della tastiera.

## Galleria d'immagini

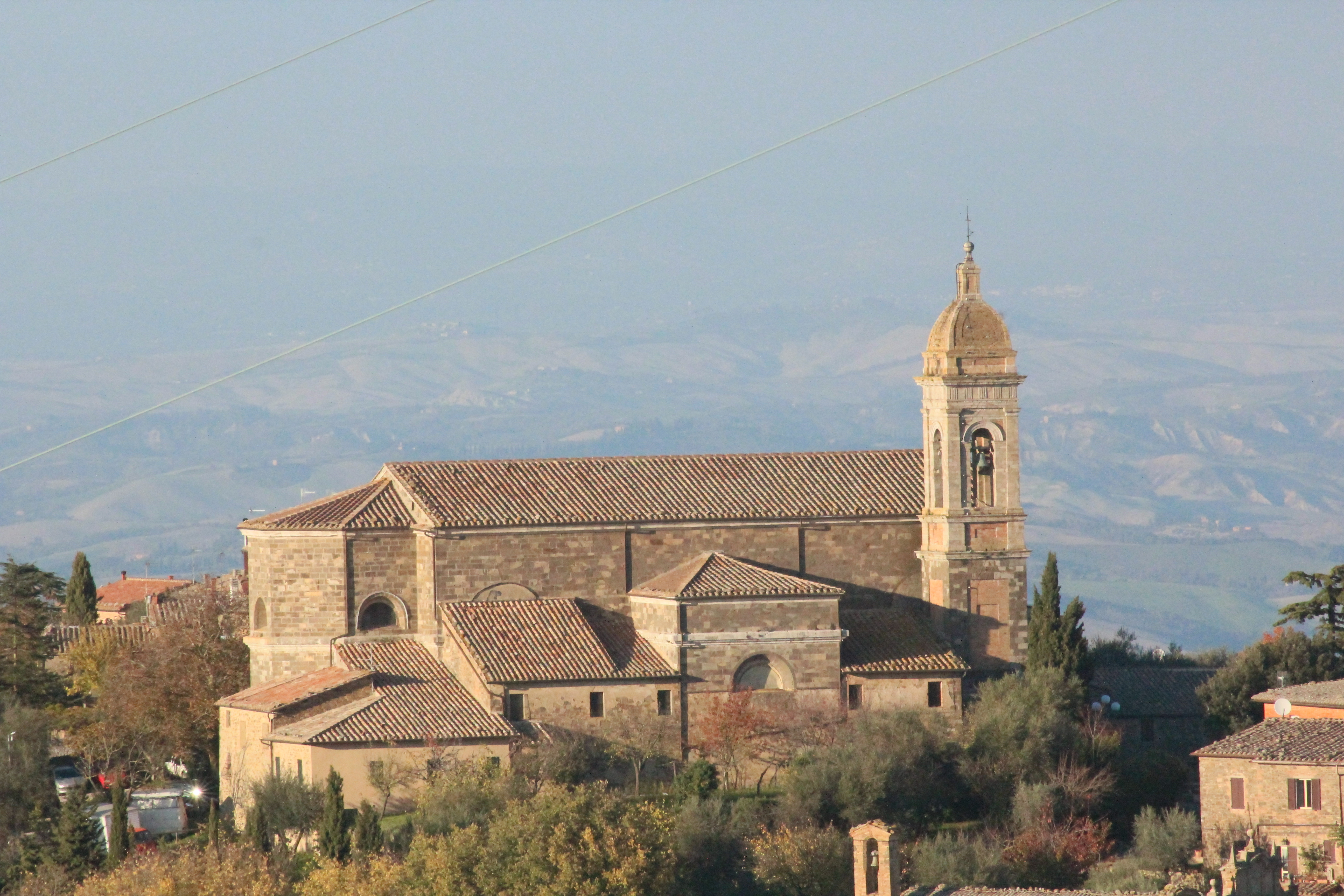
Veduta esterna
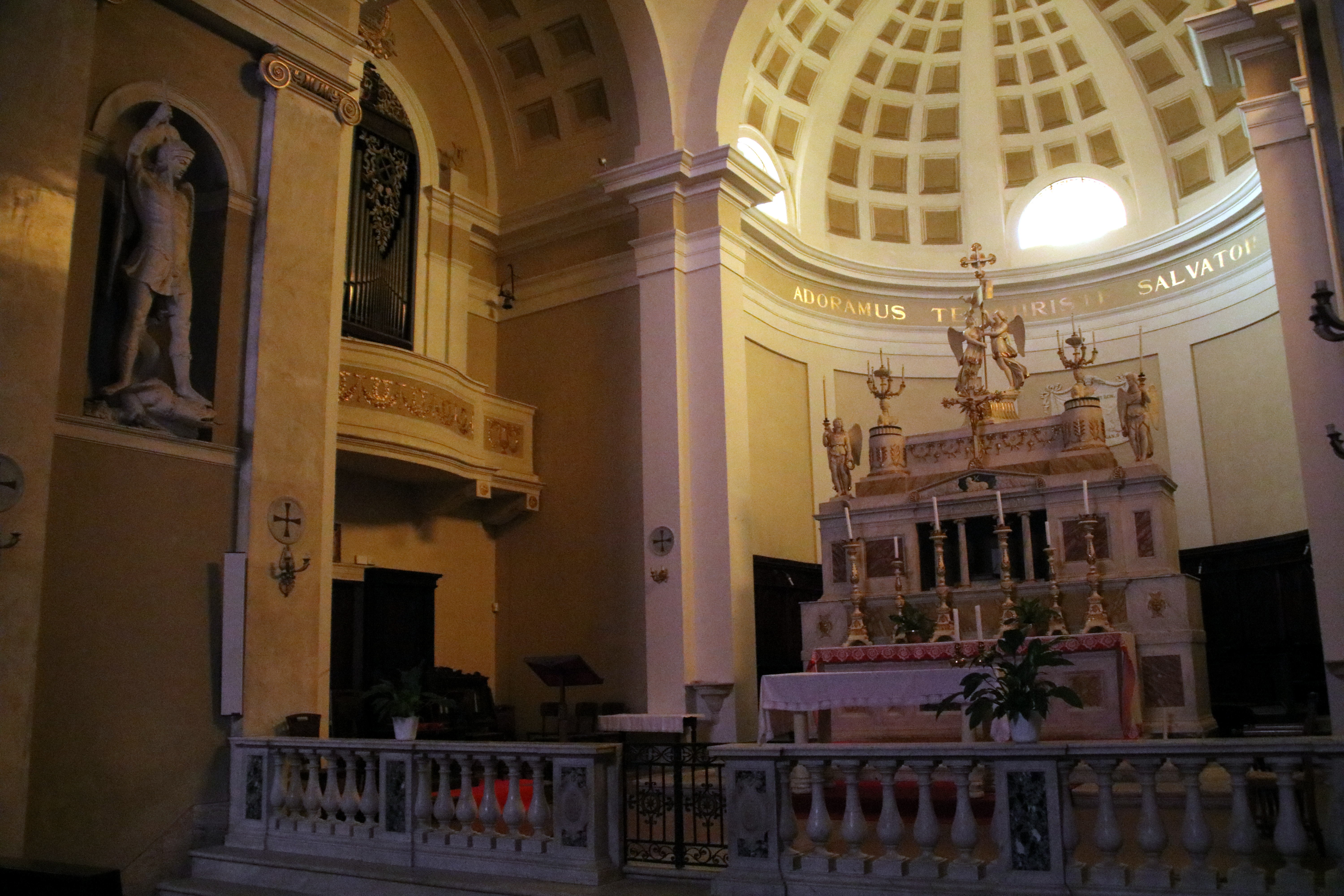
Presbiterio, transetto e abside
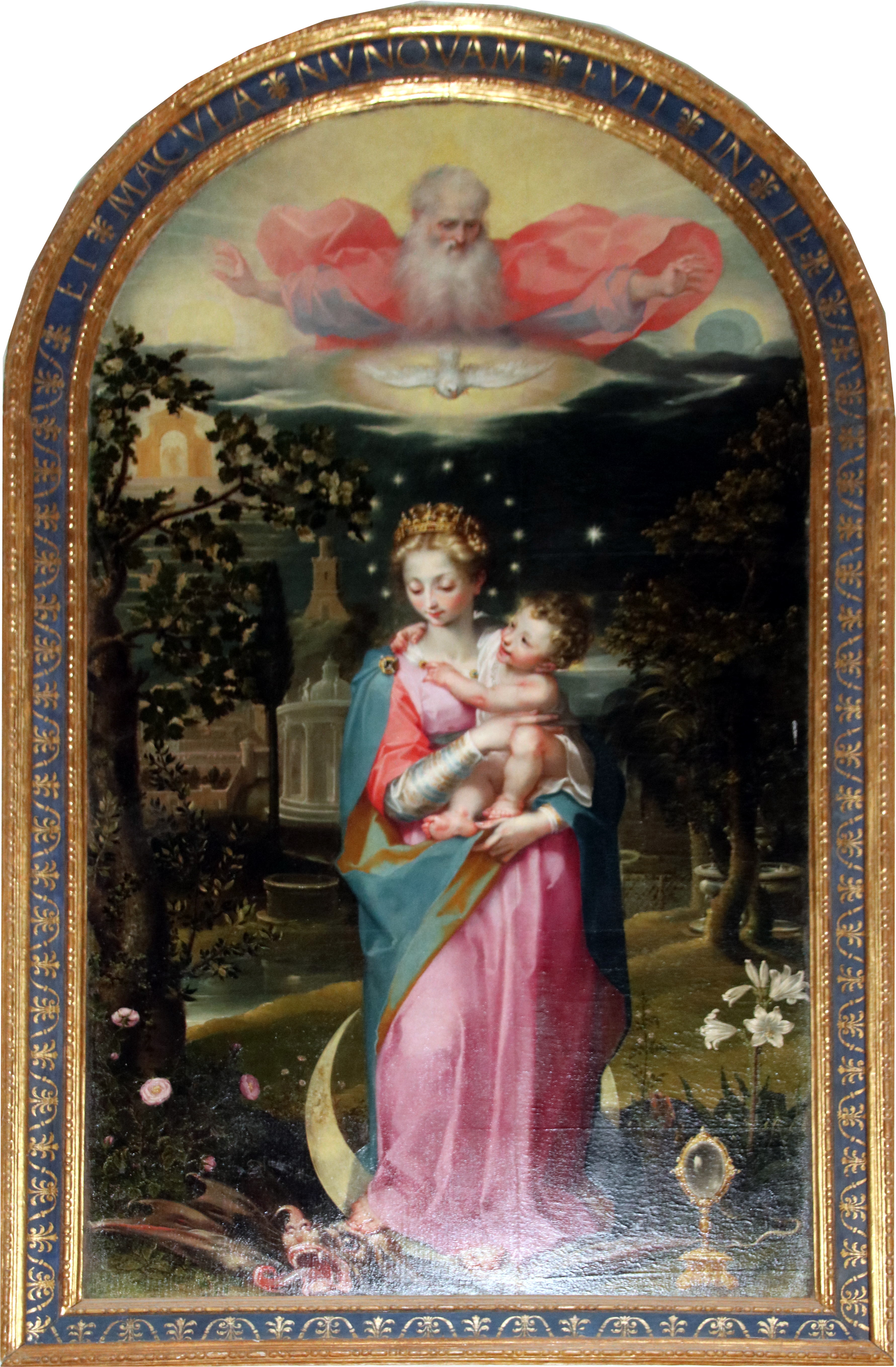
Francesco Vanni, Immacolata Concezione con Gesù e Dio Padre (1588)
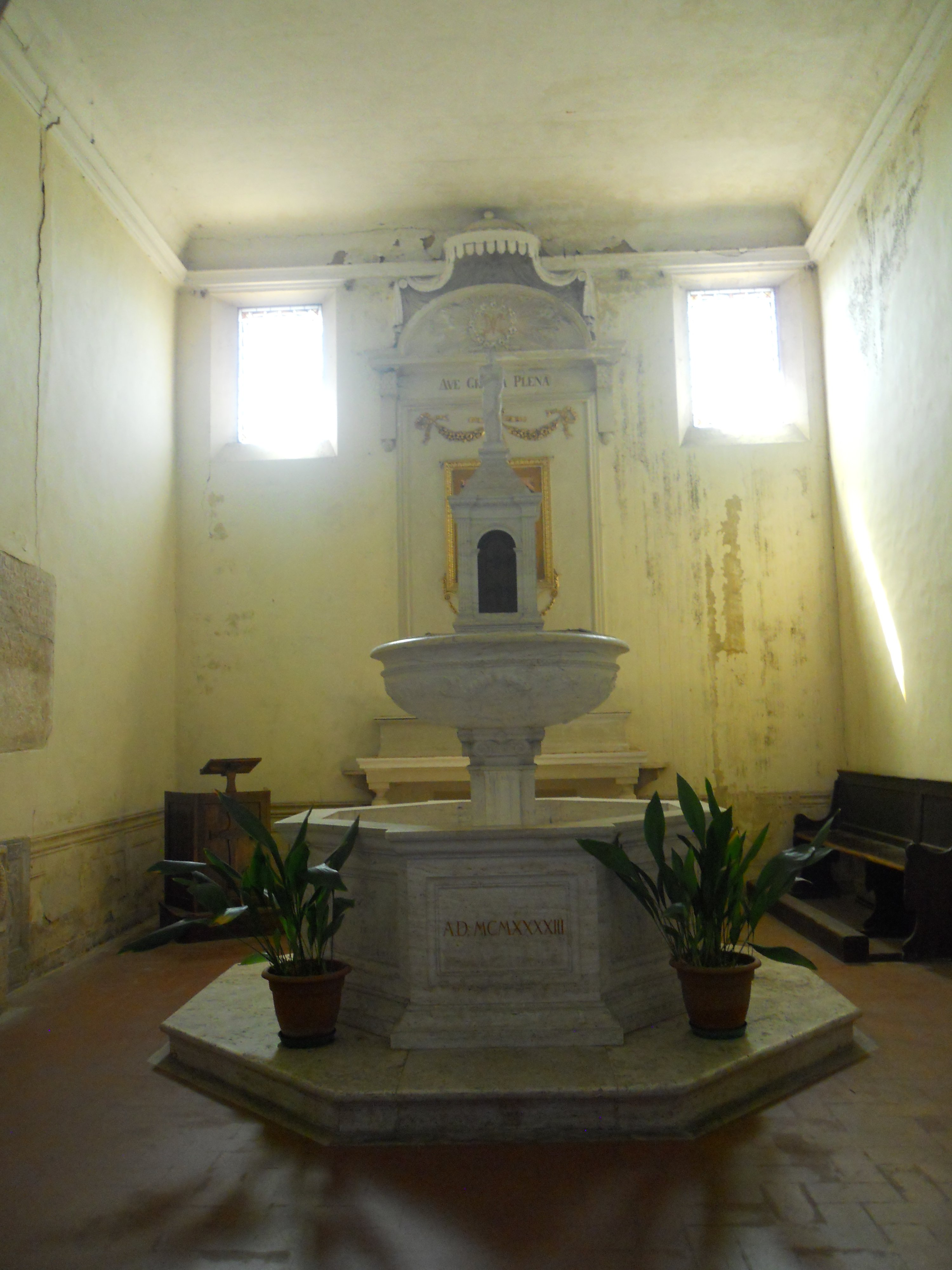
Battistero
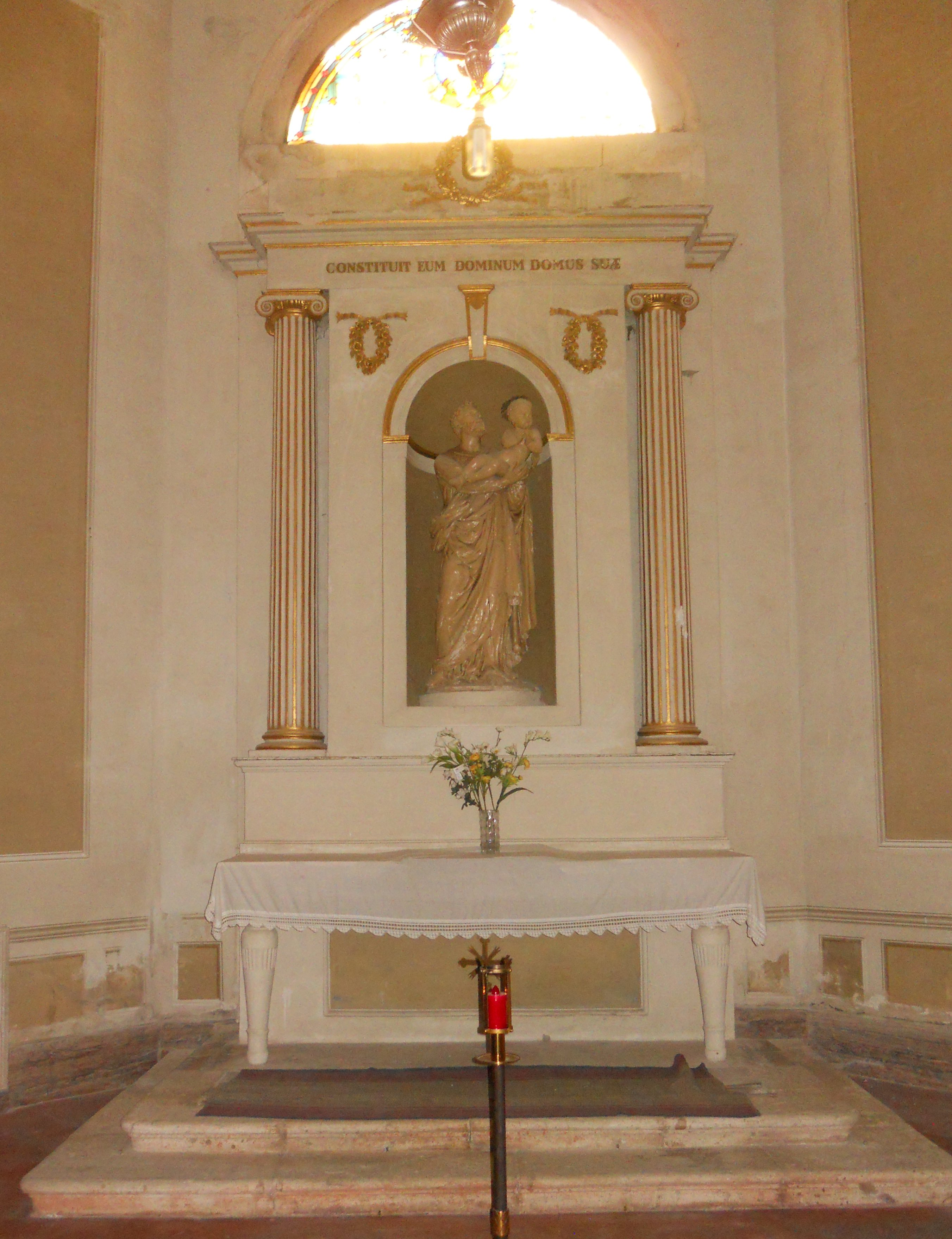
Cappella di San Giuseppe
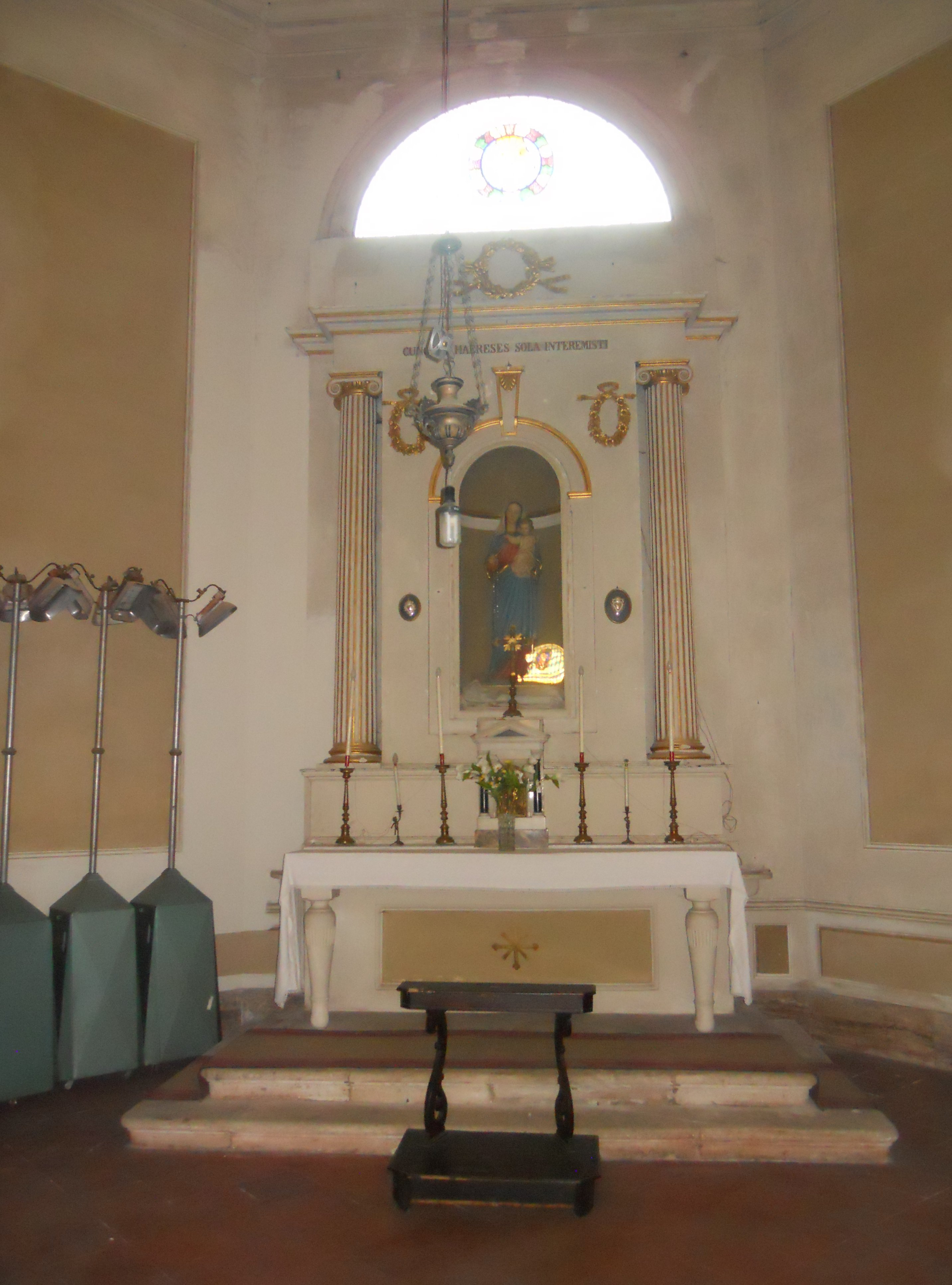
Cappella della Madonna